# Marjan Šrimpf
Marjan Šrimpf, slovenski novinar, urednik in režiser, * 12. september 1947, Maribor, Slovenija.
Bil je urednik informativnega programa TVS/TV Maribor in režiser dokumentarist.
Leta 2005 je postal Naj medijska osebnost po izboru novinarjev.

## Filmografija
- Uganka Šalej (dokumentarni portret o Bogdan Šaleju, 2024)
- Slovenec z dvema domovinama (dokumentarni portret o Joeju Valenčiču, 2023)
- Slovenec z dušo in telesom (dokumentarni portret o Alfredu Brežniku, 2022)
- Od Eldorada do pekla (dokumentarni portret o Antonu Prestopcu, 2019)
- Žebelj je postal čopič (dokumentarni portret o Miru Zupančič, 2017)
- Gorenjka v džungli (dokumentarni portret o Ejti Štih, 2015)
- Myanmar – dežela tisočerih pagod (2014)
- Samoa – zibelka Polinezije (2011)
- Gora Fudži, čuješ serenado? (dokumentarni portret o Vladimirju Kosu, 2008)
- Kostarika – biser Srednje Amerike (2007)
- Slovenska ikona na švedskem nebu (dokumentarni portret o Heleni Jelki Bauman, 2006)
- Videnje Vide Vidmar (2005)
- Rajski vrtovi Fidžija (2004)
- Tasmanska dragulja (dokumentarni portret o Danieli Hliš in Anki Makovec, 2001)
- Preganjani na svoji zemlji (1995)